# Rakowski (obwód Razgrad)
Rakowski (bułg. Раковски) – wieś w Bułgarii, w obwodzie Razgrad, w gminie Razgrad. W 2023 roku liczyła 2331 mieszkańców.